# Communauté de communes d'Arcis, Mailly, Ramerupt
La communauté de communes d'Arcis, Mailly, Ramerupt est une communauté de communes française, située dans le département de l'Aube et la région Grand Est.
Elle est issue de la fusion en 2017 des trois communautés de communes de la Région d'Arcis-sur-Aube, du Nord de l'Aube (Mailly-le-Camp) et de la Région de Ramerupt.

## Historique
Le projet de schéma départemental de coopération intercommunale de 2015 impose une fusion aux communautés de communes dont le seuil de population de 5 000 habitants n'est pas atteint obligeant les comcoms du Nord de l'Aube (2 937 habitants) et de la Région de Ramerupt (2 248) à fusionner sachant que la communauté de communes voisine de Région d'Arcis-sur-Aube atteint seulement 6 692 habitants mais avec une densité de 29,7 hab/km2 tout juste inférieure à 30 hab/km² permettant de ne pas appliqué le seuil des 15 000.
Les trois communautés de communes sont situées dans le même bassin de vie et s’inscrivent dans une même géographie caractérisée par la culture céréalière et fourragère intensive. Il existe une cohérence de périmètre entre Le Pays de la Plaine de Champagne, créé en 2005, et les trois communautés de communes avec pour finalité la poursuite de trois axes stratégiques : offrir un cadre de vie et un environnement de qualité, construire un espace de solidarité et d’ouverture, dynamiser et pérenniser l’économie locale.
Ce territoire se situe à mi-chemin entre Châlons-en-Champagne et Troyes, le réseau routier et autoroutier est bien développé (autoroute A26 et N77). Il s’agit d’un secteur à la fois rural et industriel caractérisé par l’implantation d’usines agroalimentaires aux environs d'Arcis-sur-Aube et la présence d’un camp militaire
d’envergure nationale sur le territoire de la commune de Mailly-le-Camp.
Seuls les conseils municipaux de Nozay, Poivres, Saint-Rémy-sous-Barbuise ont émis un avis défavorable. L'arrêté sera pris le 16 décembre 2016.

## Composition
La communauté de communes est composée des 39 communes suivantes :

| Nom                         | Code Insee | Gentilé        | Superficie (km2) | Population (dernière pop. légale) | Densité (hab./km2) |
| --------------------------- | ---------- | -------------- | ---------------- | --------------------------------- | ------------------ |
| Arcis-sur-Aube (siège)      | 10006      | Arcisiens      | 9,49             | 2 779 (2022)                      | 293                |
| Allibaudières               | 10004      | Allibaudiérats | 24,13            | 211 (2022)                        | 8,7                |
| Brillecourt                 | 10065      | Brillecourtois | 5,73             | 87 (2022)                         | 15                 |
| Champigny-sur-Aube          | 10077      |                | 6,71             | 95 (2022)                         | 14                 |
| Chaudrey                    | 10091      | Caldériens     | 13,68            | 140 (2022)                        | 10                 |
| Le Chêne                    | 10095      |                | 21,01            | 280 (2022)                        | 13                 |
| Coclois                     | 10101      | Cocloisiens    | 6,92             | 171 (2022)                        | 25                 |
| Dampierre                   | 10121      | Dampierrois    | 29,36            | 343 (2022)                        | 12                 |
| Dommartin-le-Coq            | 10127      | Martinais      | 6,34             | 53 (2022)                         | 8,4                |
| Dosnon                      | 10130      | Dosnonais      | 28,69            | 99 (2022)                         | 3,5                |
| Grandville                  | 10167      | Grandvillais   | 9,24             | 87 (2022)                         | 9,4                |
| Herbisse                    | 10172      | Herbichois     | 22,04            | 150 (2022)                        | 6,8                |
| Isle-Aubigny                | 10174      | Isliens        | 18,76            | 171 (2022)                        | 9,1                |
| Lhuître                     | 10195      | Lhuîtriens     | 35,82            | 271 (2022)                        | 7,6                |
| Mailly-le-Camp              | 10216      | Maillochains   | 42,7             | 2 012 (2022)                      | 47                 |
| Mesnil-la-Comtesse          | 10235      | Mesniliens     | 0,95             | 56 (2022)                         | 59                 |
| Mesnil-Lettre               | 10236      | Mesnilois      | 8,89             | 58 (2022)                         | 6,5                |
| Morembert                   | 10257      | Morembertins   | 2,5              | 29 (2022)                         | 12                 |
| Nogent-sur-Aube             | 10267      | Nogentais      | 16,03            | 311 (2022)                        | 19                 |
| Nozay                       | 10269      | Nozéens        | 15,75            | 156 (2022)                        | 9,9                |
| Ormes                       | 10272      | Ormillats      | 10,14            | 168 (2022)                        | 17                 |
| Ortillon                    | 10273      | Ortillonais    | 8,02             | 22 (2022)                         | 2,7                |
| Poivres                     | 10293      | Piperiens      | 42,51            | 156 (2022)                        | 3,7                |
| Pouan-les-Vallées           | 10299      | Pouanais       | 16,61            | 503 (2022)                        | 30                 |
| Ramerupt                    | 10314      | Rameruptiens   | 13,6             | 415 (2022)                        | 31                 |
| Saint-Étienne-sous-Barbuise | 10338      | Stéphanois     | 10,84            | 175 (2022)                        | 16                 |
| Saint-Nabord-sur-Aube       | 10354      | Naboriens      | 8,55             | 140 (2022)                        | 16                 |
| Saint-Remy-sous-Barbuise    | 10361      | Saint-Rémytons | 15,57            | 254 (2022)                        | 16                 |
| Semoine                     | 10369      |                | 22,55            | 219 (2022)                        | 9,7                |
| Torcy-le-Grand              | 10379      | Torcyens       | 7,54             | 441 (2022)                        | 58                 |
| Torcy-le-Petit              | 10380      | Torcéens       | 7,29             | 72 (2022)                         | 9,9                |
| Trouans                     | 10386      | Trouanais      | 29,75            | 203 (2022)                        | 6,8                |
| Vaucogne                    | 10398      | Vaucognois     | 16,51            | 71 (2022)                         | 4,3                |
| Vaupoisson                  | 10400      | Vaupoissonnais | 10,79            | 127 (2022)                        | 12                 |
| Verricourt                  | 10405      | Vérricourtois  | 6,93             | 60 (2022)                         | 8,7                |
| Villette-sur-Aube           | 10429      | Villetiots     | 7,28             | 252 (2022)                        | 35                 |
| Villiers-Herbisse           | 10430      | Villerats      | 26,44            | 82 (2022)                         | 3,1                |
| Vinets                      | 10436      | Vinériats      | 9,17             | 187 (2022)                        | 20                 |
| Voué                        | 10442      | Vouziens       | 13,25            | 696 (2022)                        | 53                 |

## Administration

### Siège
La communauté de communes a son siège 5 rue Aristide Briand à Arcis-sur-Aube, hôtel de communauté de l'ancienne communauté de communes.

### Conseil communautaire
En 2017, 60 conseillers communautaires siègent dans le conseil selon une répartition de droit commun (échec d'un accord local à 55 sièges).
| Nombre de délégués | Communes                                |
| ------------------ | --------------------------------------- |
| 13                 | Arcis-sur-Aube                          |
| 7                  | Mailly-le-Camp                          |
| 2                  | Pouan-les-Vallées, Torcy-le-Grand, Voué |
| 1                  | Les autres communes                     |

### Présidence
La communauté de communes est actuellement présidée par 
| Période         | Période  | Identité      | Étiquette | Qualité                                                  |
| --------------- | -------- | ------------- | --------- | -------------------------------------------------------- |
| 23 janvier 2017 | En cours | Solange Gaudy | LR        | Maire du Chêne conseiller départemental d'Arcis-sur-Aube |

## Compétences
La structure adhère au 
- Syndicat mixte de regroupement d'Aulnay, Jasseines, Donnement
- Syndicat Départemental d'élimination des Déchets de l'Aube